# Lycoming O-360
Lycoming O-360 es una familia de motores de pistón de cuatro cilindros opuestos horizontalmente, refrigerados por aire y de transmisión directa. Los motores de la serie O-360 producen entre 145 y 225 HP (109 a 168 kW).

## Diseño y desarrollo
Hay 167 modelos diferentes dentro de la familia de motores O-360, con 12 prefijos diferentes. Esto incluye:
- O-360 series de motor con carburación horizontalmente opuestos
- HO-360 Series de motores de montaje horizontal para instalación en helicópteros
- LO-360 idéntico al mismo modelo O-360, pero con el eje rotando en dirección opuesta para su uso en aviones bimotores para eliminar el motor crítico.
- TO-360 series de motores turbopropulsados
- LTO-360 series de motores turbopropulsados de rotación izquierda
- IO-360 Series de motores con inyectores de alimentación horizontal contrapuesta
- LIO-360 idéntica al mismo modelo IO-360, pero con viraje en sentido opuesto
- AIO-360 series de motores de montaje inverso e inyectores de combustible
- AEIO-360 serie de motores de inyección de combustible
- HIO-360 serie de motores de montaje horizontal y de inyección de combustible para su instalación en helicópteros
- LHIO-360 series de motores de montaje horizontal, inyección de combustible y rotación inversa para su montaje en helicópteros.
- TIO-360 serie de motores de inyección de combustible y turbo

Toda la serie O-360 tiene una cilindrada de 5,9 litros, diámetro de cilindros 130 mm y carrera del pistón 111 mm.
El O-360 tiene un rango TBO (Time Between Overhaul) de fábrica de 2000 horas. Han sido incluidos en muchos aviones como el Cessna 172, Piper Cherokees/Archers, Grumman Tigers y muchos aviones de fabricación casera.
Incrementando el diámetro de los cilindros del O-360 en 3/16 de pulgada (4,76 mm), se desarrolló el motor Lycoming IO-390 de 210 HP (157 kW).
El primer O-360 certificado fue el modelo A1A, el 20 de julio de 1955 con el CAR 13 estadounidense efectivo desde el 5 de marzo de 1952 con las enmiendas 13-1 y 13-2.

## Aplicaciones

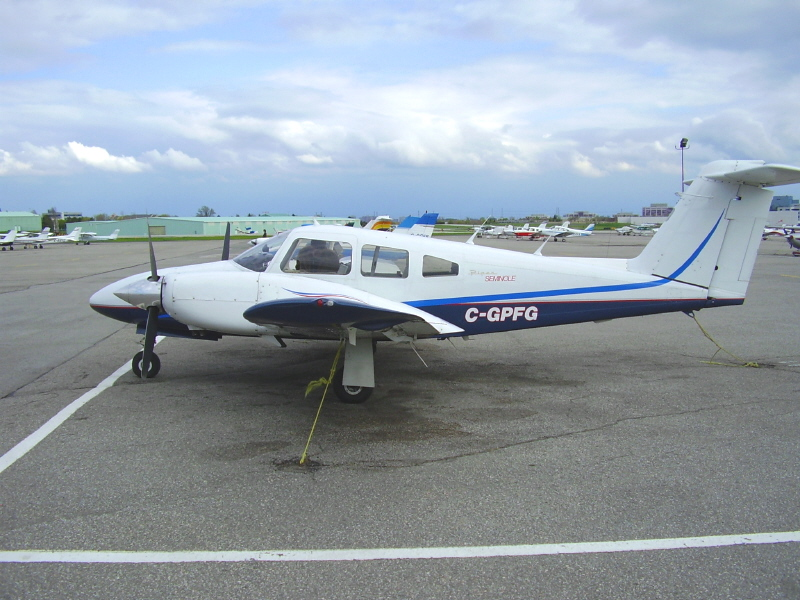
Piper PA-44-180 Seminole que presenta dos motores Lycoming O-360

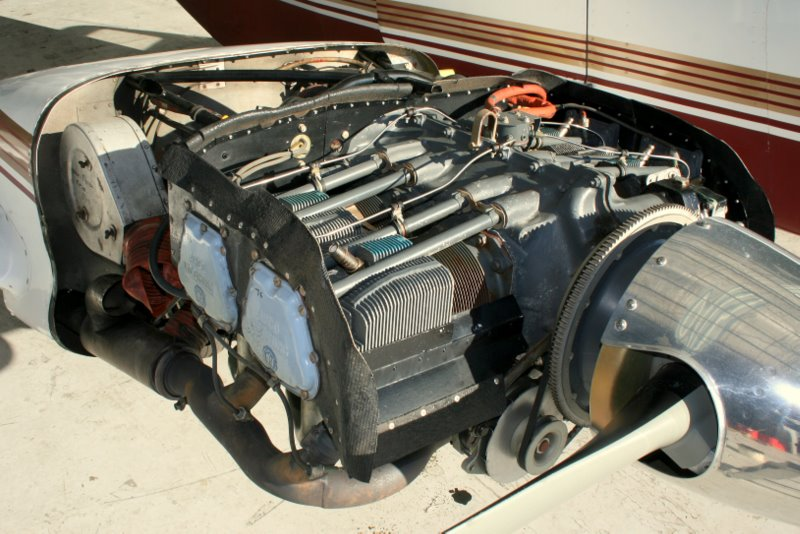
Un LIO-360 en el morro de una Piper PA-34-200 Seneca I.

O-360
| - Aer Lualdi L.55 - Aero Boero AB-180 - Aero Commander Lark Commander - American Aviation AA-2 Patriot - Aviat Husky A-1C-180 - Beagle Airedale - Beechcraft Duchess - Beechcraft Musketeer - Beechcraft Travel Air - Bölkow Bo 207 - Canadian Home Rotors Safari - Cessna 172 - Cessna 177 - Diamond DA40 - Dyn'Aéro MCR R180 - Grinvalds Orion - Grob G 115 - Grumman American AA-5 | - Guimbal Cabri G2 - Lancair 360 - Maule M-5 - Mooney M20 - Moynet 360-4 Jupiter - Piper PA-18 Super Cub - Piper Cherokee 180 - Piper PA-24-180 Comanche - Piper PA-44-180 Seminole - Robin Aiglon - Robinson R22 - Saab 91 Safir - Schweizer SGM 2-37 - Thorp T-18 - Van's Aircraft RV-6 - Van's Aircraft RV-7 - Van's Aircraft RV-8 - Wassmer WA-54 Atlantic - Zenith STOL CH 801 |

LO-360
- Beechcraft Duchess
- Piper PA-44-180 Seminole

IO-360
| - Aviat Husky A-1C-200 - Beechcraft Musketeer Super III - Cessna 172R/172S - Cessna 177RG - Cessna 336 Skymaster - Diamond DA40 - Diamond DA42 - Dream Tundra - Lake LA-4-200 Buccaneer - LFU 205 - Mooney M20 - Osprey GP4 - PAC CT/4 - Partenavia P.68 - Piper Arrow | - Piper PA-34 Seneca I - Scaled Composites Boomerang - Scottish Aviation Bulldog - Seawind 2000 - Socata Tobago TB200XL - Sorrell Hiperbipe - Stolp Super Starduster - Tecnam P2010 - Thorp T-18 - Van's Aircraft RV-6 - Van's Aircraft RV-7 - Van's Aircraft RV-8 - Zeppelin NT - Zlín Z 42 |

LIO-360
- Piper PA-34 Seneca I
- Diamond DA42

AEIO-360
- Aero-Cam Slick 360
- Aviat Eagle II
- Bellanca Super Decathlon
- FFA AS-202 Bravo
- IA-100
- Pitts Special
- Valmet L-70 Vinka

HIO-360
- Enstrom F-28
- OH-23 Raven
- Schweizer 300
- Cabri G2 Guimbal

LHIO-360
- Silvercraft SH-3[9]
- Silvercraft SH-4[9]

## Especificaciones (O-360-A1A)
- ref=Type Certificate Data Sheet E-286[2]
- Tipo: Motor de avión de cuatro tiempos, cuatro cilindros opuestos horizontalmente, magnetos duales
- Diámetro: 5,125 plg (130 mm)
- Carrera: 4,375 plg (111 mm)
- Cilindrada: 5916 cm³
- Peso en seco:258 lb (117 kg)
- Tipo de combustible: avgas 91/96 mínimo
- Sistema de lubricación: 6 litros, cárter seco
- Sistema de enfriamiento: enfriado por aire
- Potencia: 180HP (134 kW) a 2700 rpm
- Compresión: 8,7:1